# Chris Vance
Chris Vance (nasceu em 30 de Dezembro de 1971 em Londres, Inglaterra) é um ator britânico.
Vance apareceu na série britânica, The Bill, e nas séries australianas Stingers e Blue Heelers, antes fez o papel de Sean Everleigh em All Saints. Ele apareceu na terceira e quarta temporada de Prison Break, era James Whistler.
Em junho de 2008, Vance mudou-se para Colômbia, para filmar a nova série da Fox Mental onde ele é o protagonista.
Realizou uma série de participações especiais no sitcom Burn Notice atuando ao lado de Jefrey Donovan,Gabrielle Anwar e Bruce Campbell.
Vance deu vida ao personagem principal da série "Transporter", como Frank, personagem da trilogia cinematografica The Transporter que consagrou Jason Statham nos filmes de ação.